# Gunnilse IS
Gunnilse IS är en fotbollsklubb i Angered i Göteborg, bildad 1950.
Klubbens främsta tid på herrsidan är 1990-talet. 1989 vann laget division 2 och laget spelade sedan 1990–2000 i Division 1 och (år 2000) Superettan. 1997 tog laget tidigt en stor ledning i serien, och Allsvenskan var nära. Efter en svag höst blev det dock bara en tredjeplats, vilket ändå är Gunnilses största merit.
Sedan 2019 ingår Gunnilse IS i Angered Allians, ett samarbete mellan tre föreningar i Angered: Gunnilse IS, Angered MBIK och Angered IS, och spelar sina matcher under namnet Angered BK.

## Profiler
- Walid Atta
- Jeffrey Aubynn
- Bo Börjesson
- Magnus Jonsson
- Dag Magnusson
- Jozo Matovac
- Lennart Ottordahl
- Martin Smedberg-Dalence
- Dorde Uzelac
- Sami Vinni